# Sankt Martin am Wöllmißberg
Sankt Martin am Wöllmißberg é um município da Áustria, situado no distrito de Voitsberg, no estado da Estíria. Tem 25,76 km² de área e sua população em 2019 foi estimada em 805 habitantes.